# 에마뉘엘 샤르팡티에
에마뉘엘 샤르팡티에(Emmanuelle Marie Charpentier, 1968년 12월 11일 ~ )는 프랑스의 미생물학, 유전학, 생화학 분야의 생물학자이며 우메오 대학교의 교수이다. 2015년부터 독일 베를린에 있는 맥스플랑크 감염생물학연구소 소장을 맡고 있다. 2018년 독립 연구기관인 병원균 과학을 위한 막스 플랑크 유닛을 설립하였다. 2020년 게놈 편집법 개발로 제니퍼 다우드나와 공동으로 노벨 화학상을 수상하였다.

## 수상
- 2017년 : 푸르 르 메리트
- 2017년 : 일본국제상
- 2020년 : 울프 의학상
- 2020년 : 노벨 화학상